# Brug 559
Brug 559 in een bouwkundig kunstwerk in het Amsterdamse Bos. Het Amsterdamse Bos maakt deel uit van de gemeente Amstelveen, maar wordt beheerd door de gemeente Amsterdam.
Bij de aanleg van het Amsterdamse Bos werd aan architect Piet Kramer van de Dienst der Publieke Werken gevraagd bruggen te ontwerpen. Hij maakte rond 1938 een basisontwerp voor houten en stenen bruggen. Daarbinnen varieerde hij. Brug 559 heeft een lengte van circa 23 meter lengte, is uitgevoerd in hout en staal maar werd pas rond 1953 gebouwd. De overspanning vormt met brug 558 (direct naast 559), brug 560 en brug 562 een ensemble; ze lijken sterk op elkaar, maar zijn toch verschillend.
In 1999 werden alle bruggen in het Amsterdamse Bos door MTD Landschapsarchitecten in opdracht van de gemeente onderzocht op cultureel belang. Geconstateerd werd dat de brug een identiteitsdrager was binnen de bosbruggen en daarmee een topbrug uit het oeuvre van Kramer. Wel viel op dat deze brug ten opzichte van haar (niet gelijkende) tweelingbrug 559 attractiever is uitgevoerd. De combinatie groen-rood steekt af bij de witgele kleur van brug 558. Echter, in het bos valt de groene brug juist minder op.
De gemeente Amstelveen beoordeelde ook of de brug, net als sommige andere bruggen in het bos, in aanmerking kwam voor de beschermende status van gemeentelijk monument. Brug 559 ligt in een rechthoekig ingericht deel van het bos. De vier bruggen vormen daarin een speelser element met hun enigszins naar buitenstaande balustraden en uitwaaiering op de landhoofden. Voorts leek Kramer de vorm van de brug dimensionaal aangepast te hebben. De brug is op het oog te smal voor haar lengte. De hellende voetbrug heeft in het midden een knik, een zogenaamde kepervorm. De brug overspant ook het oevertalud. Ze wordt gedragen door drie series van brugpijlers met daarop jukken, die samen met de landhoofden de stalen liggers dragen. Op de stalen liggers bevindt zich het brugdek van houten planken. Ook borstweringen, balustrades en leuningen zijn uitgevoerd in hout. Opvallend is dat de bovenste leuning/balustrade korter is dan de onderste. Ter afwerking zijn balusters van verschillende vorm gebruikt. Twee paar balusters hebben piramide-achtige uiteindes en één paar zigzagvormen; de eindbalusters hebben ronde uiteinden.

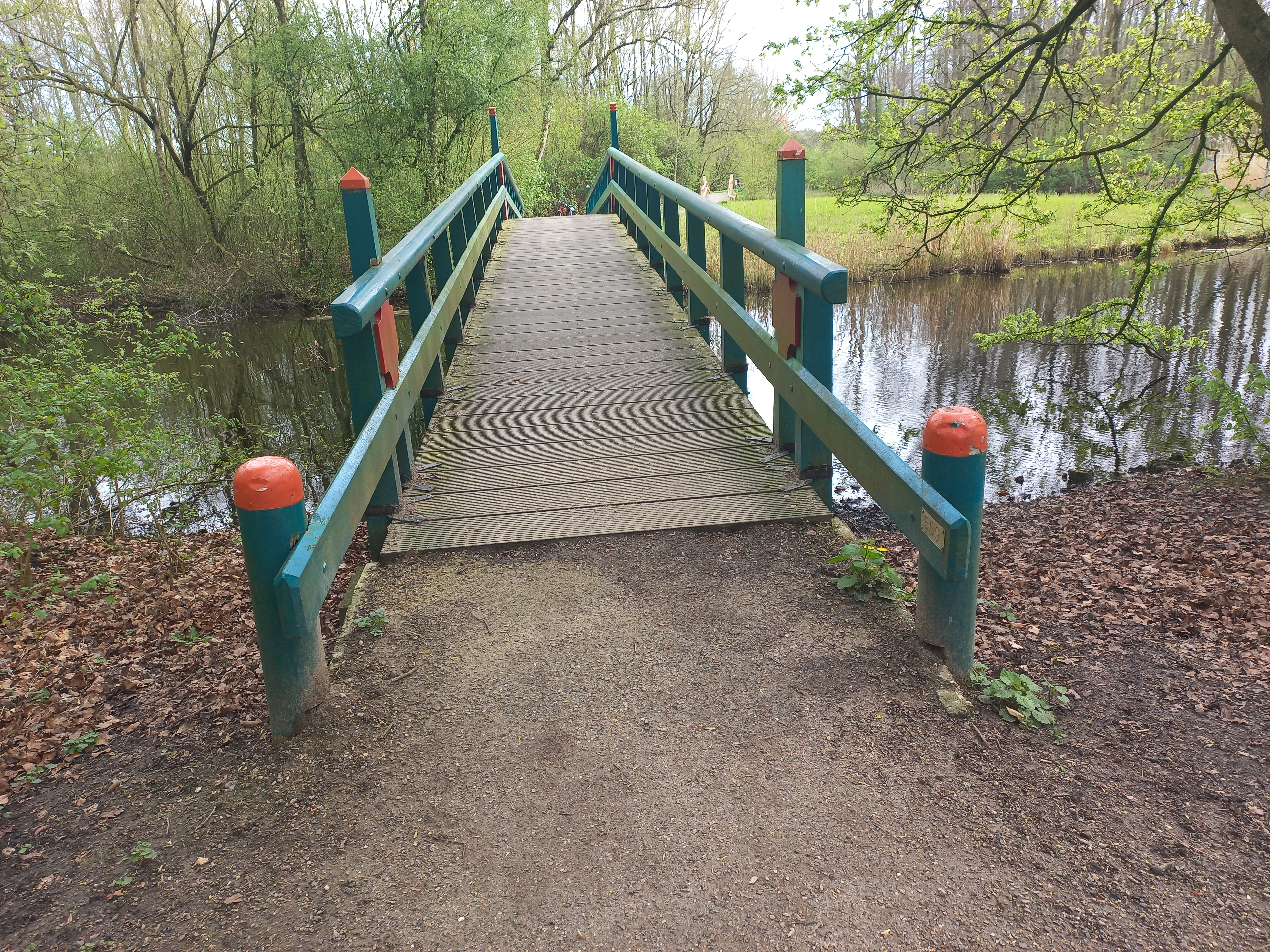
Wijkende balustrades (april 2024)

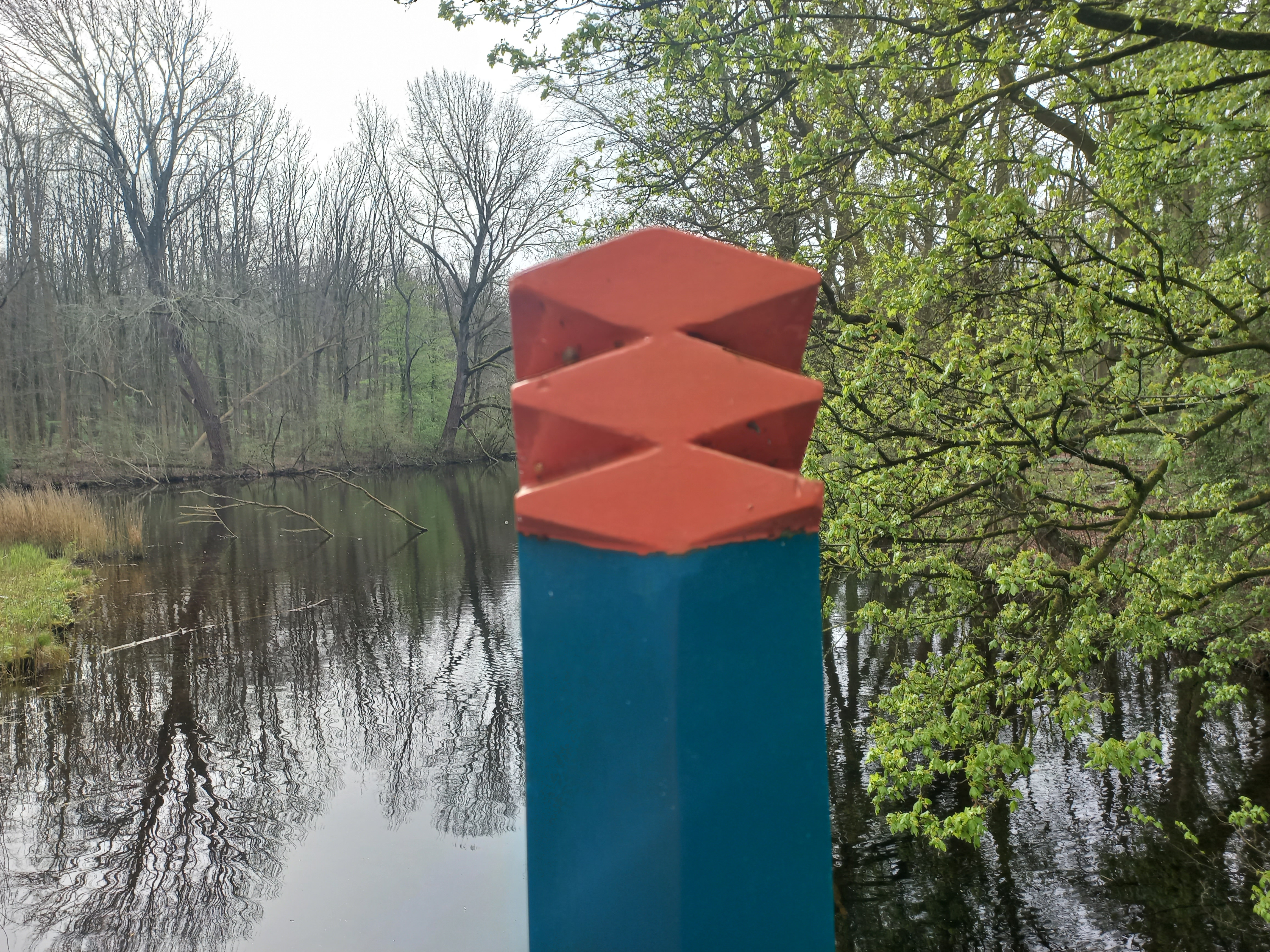
Middenbaluster (april 2024)

<<< · 500 · 501 ·  503 · 504 · 505 · 506 · 507 · 508 · 509 · 510 · 511 · 512 · 513 · 514 · 515 · 516 · 517 · 518 · 519 · 520 · 521 · 522 · 523 · 525 · 526 · 527 · 528 · 530 · 531 · 532 · 533 · 534 · 535 · 536 · 537 · 538 · 539 · 540 · 541 · 542 · 543 · 544 · 545 · 546 · 547 · 548 · 549 · 550 · 551 · 552 · 553 · 554 · 555 · 556 · 557 · 558 · 559 · 560 · 561 · 562 · 563 · 564 · 565 · 566 · 567 · 569 · 571 · 572 · 573 · 575 · 577 · 578 · 580 · 581 · 582 · 583 · 584 · 586 · 587 · 589 · 590 · 591 · 592 · 593 · 594 · >>>
Brugnummers 502, 524, 529, 568, 570, 574, 576, 579, 585, 588, 595, 596, 597, 598, 599 zijn niet (meer) vergeven.